# Почётные граждане Пинского района
Почетные граждане Пинского района — звание за выдающийся вклад в развитие и процветание Пинского района.

## Почетные граждане

### 1998 г.
- Владимир Антонович Ралко — дважды Герой Социалистического Труда.
- Таиса Васильевна Шпаковская – Герой Социалистического Труда

### 2003 г.
- Сергей Владимирович Федорович — заслуженный деятель науки Республики Беларусь.

### 2006 г.
- Василь Моисеевич Горошко - Герой Социалистического Труда (1978).
- Людмила Николаевна Журбила - Герой Социалистического Труда (1973).
- Любовь Ивановна Конанович - Герой Социалистического Труда (1973).
- Екатерина Порфирьевна Лесничая — Герой Социалистического Труда (1973).
- Любовь Тихоновна Мозоль — Герой Социалистического Труда.
- Иван Михайлович Середич - Герой Социалистического Труда (1965).
- Николай Николаевич Костечко — военачальник, Герой Российской Федерации.

### 2009 г.
- Петр Сергеевич Жуков — Герой Советского Союза.
- Григорий Николаевич Колб - государственный деятель

### 2013
- Дмитрий Дмитриевич Руцкий - государственный деятель
- Вячеслав Васильевич Сашко - государственный деятель
- Константин Федорович Шевчик - строитель
- Антон Иванович Ятусевич - ученый

### 2018
- Геннадий Николаевич Невыглас - государственный деятель

### 2019
- Валерий Васильевич Ребковец - государственный деятель

### 2020
- Владимир Федорович Храленко - государственный деятель.

### 2021
- Вячеслав Григорьевич Изотов - государственный деятель
- Юрий Ананьевич Хвастюк - государственный деятель

### 2022
- Дмитрий Егорович Тремасов — Герой Советского Союза.